# Dresserus schultzei
Espèce
Dresserus schultzei est une espèce d'araignées aranéomorphes de la famille des Eresidae.

## Distribution
Cette espèce est endémique de Namibie.

## Description
La femelle holotype mesure 16,5 mm.

## Étymologie
Cette espèce est nommée en l'honneur de Leonhard Sigmund Schultze (1872-1955).

## Publication originale
- Purcell, 1908 : Araneae. Forschungsreise in Südafrika, 1(2). Denkschriften der Medicinisch-Naturwissenschaftlichen Gesellschaft zu Jena, vol. 13, p. 203-246 (texte intégral).